# Madona z Těrlicka
Madona z Těrlicka (nebo Těrlická Madona či Panna Maria ustavičné pomoci z Těrlicka) je pozdně gotický obraz z období kolem roku 1500, pocházející z vratislavské dílny Jacoba Beinharda. K jeho objevení došlo náhodně při restaurování mariánského obrazu z kostela svatého Vavřince v Těrlicku-Kostelci.

## Historie
Obraz Panny Marie ustavičné pomoci byl původně umístěn v kostele Nejsvětější Trojice, který byl zničen při budování Těrlické přehrady. Cenné předměty z tohoto svatostánku byly přeneseny v roce 1962 do kostela sv. Vavřince v Těrlicku-Kostelci včetně mariánského obrazu. Vzhledem ke špatnému stavu toho díla bylo v roce 2015 zahájeno restaurování. Při tom došlo k unikátnímu objevu.
Původně se předpokládalo, že tento obraz pochází ze 17. století. Malba byla překryta mladšími prvky, textilní výšivkou, papírovými a kovovými dodatky i drobnými votivními dárky. Po sejmutí aplikací bylo zřejmé několikeré přemalování obrazu. Podrobný restaurátorský průzkum však prokázal, že se na desce dochovala souvislá vrstva vysoce kvalitní, pozdně gotické temperové malby z doby kolem roku 1500.

## Restaurování
Po odstrojení obrazu došlo k přepracování konceptu restaurování. Celá práce byla rozdělena do dvou fází. Za prvé bude vytvořena kopie uctívaného votivního obrazu z kostela sv. Vavřince, o jehož restaurování původně šlo. Zůstane mu podoba z 19. století a budou na něm znovu umístěny všechny originální aplikace. Byla použita nová základová deska, na kterou byla přenesena přesná kopie malby z 19. století a všechny originální textilní, papírové a kovové prvky. Tento obraz byl po sestavení a zarámování umístěn zpět do kostela sv. Vavřince v Těrlicku-Kostelci.

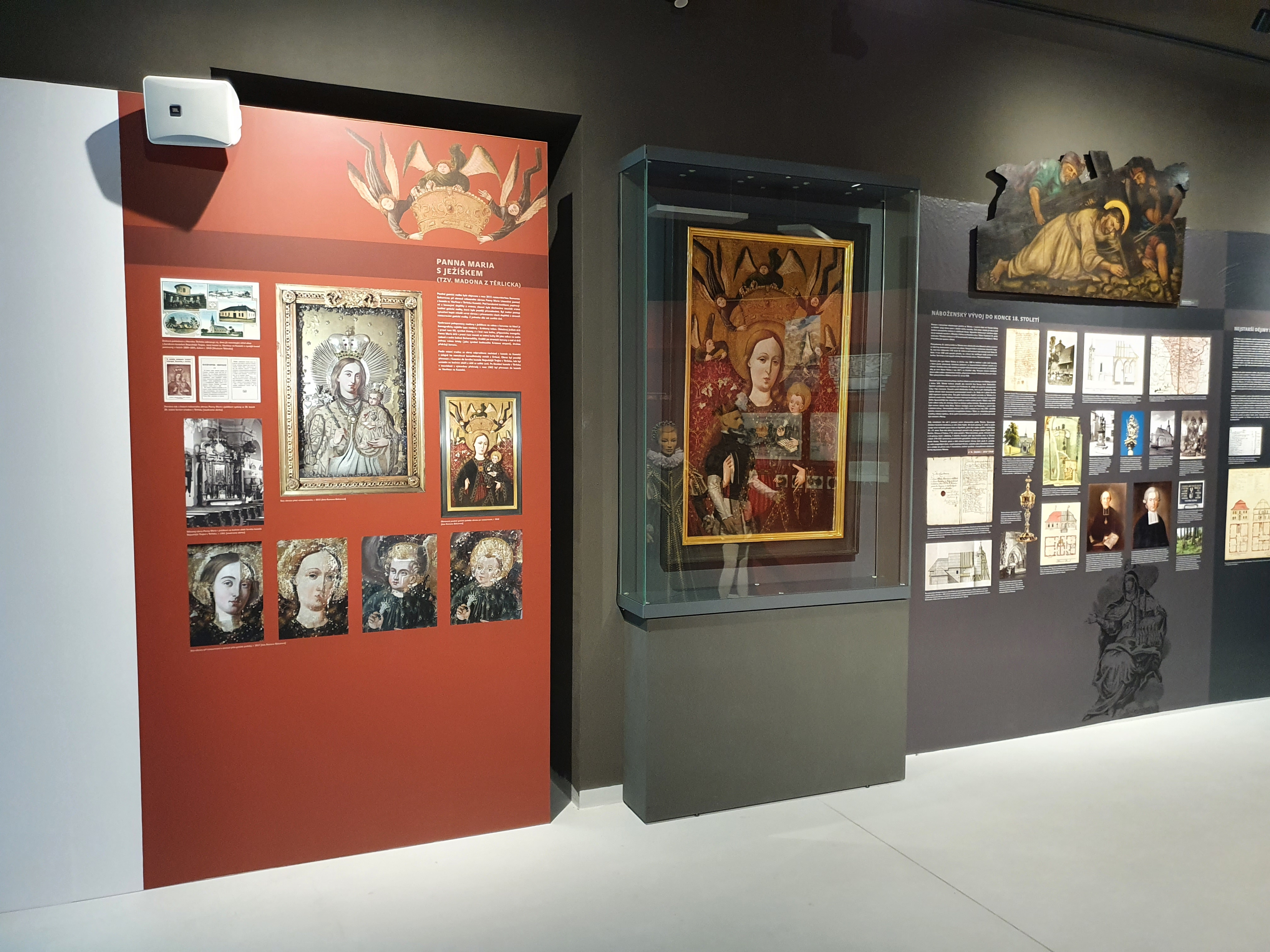
Těrlická madona v expozici Muzea Těšínska (2022)

Ve druhé rovině bude zrestaurována pozdně gotická desková malba. Tohoto úkolu se ujala MgA Romana Balcarová.
Z jednoho uměleckého díla tak během čtyř let (2015–2018) vznikly dva obrazy.
Stěžejním úkolem restaurátorů bylo časově i technicky náročné zpevňování dřevěné podložky, která byla silně poškozena hustě zatlučenými drobnými hřebíčky, nesoucími pozdější přízdoby. Po celoplošném odkryvu mladších přemaleb a zlacení byla zrestaurována gotická malba. Na okrajích výjevu se dochovalo gotické puncování, což dokazuje, že formát obrazu zůstal nezměněn a kompozice je celistvá. Obraz polopostavy Madony s korunou na hlavě a Ježíškem na rukou je ikonograficky nejblíže typu Madony královny nebes. Oblečený Ježíšek drží v jedné ruce knihu – připomínku evangelia a v druhé ruce má lilii – symbol nevinnosti. Madona drží stonek se sedmi květy lilií, znázornění sedmi bolestí a sedmi radostí Panny Marie. Andělé po stranách a ve středu koruny drží v jedné ruce korunu a ve druhé hřeby – symboly Kristova umučení. Vysoce kvalitní pozdně gotická malba pochází z Vratislavi z okruhu dílny Jacoba Beinharda z doby kolem roku 1500. Vratislavská provenience není přímo doložena archivními záznamy, ale je potvrzena stylovou analýzou díla a srovnáním s tvorbou Beinhardovy dílny, jež byla ve své době centrem umělecké tvorby ve Slezsku.

## Pokračování
Objev obrazu Madony z Těrlicka je velmi významný nejen z hlediska památkové péče, ale také z hlediska uměleckohistorického. Je jedinečným a vzácným dokladem tvorby pozdní gotiky na území Slezska, deskových obrazů z tohoto období je v ČR dochováno jen velmi málo.
Veřejnosti bylo toto znovuobjevené dílo představeno na Noci kostelů 24. května 2019 v ostravském kostele svatého Václava. V rámci akce Otevřené chrámy zde obraz zůstal do 31. října 2019. Následovně byl obraz zapůjčen do sbírek Muzea Těšínska v Českém Těšíně.
Restaurátorky Romana Balcarová, akademická malířka Lenka Helfertová a farnost Těrlicko-Kostelec byly za toto dílo v říjnu 2019 oceněny Národním památkovým ústavem, cenou Patrimonium pro futuro v kategorii objev / nález roku.

## Galerie

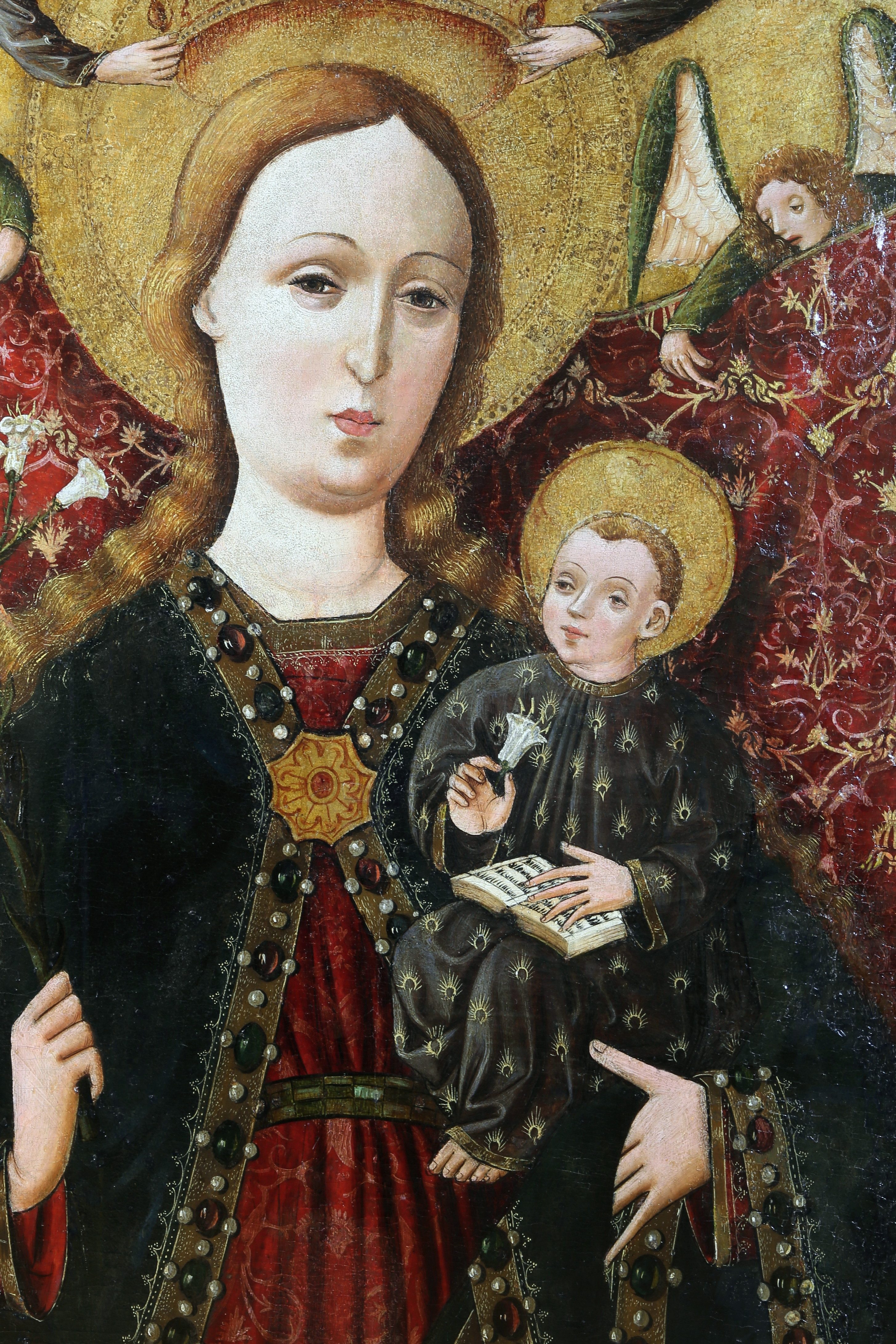
Obraz v podobě z roku 1500, detail.
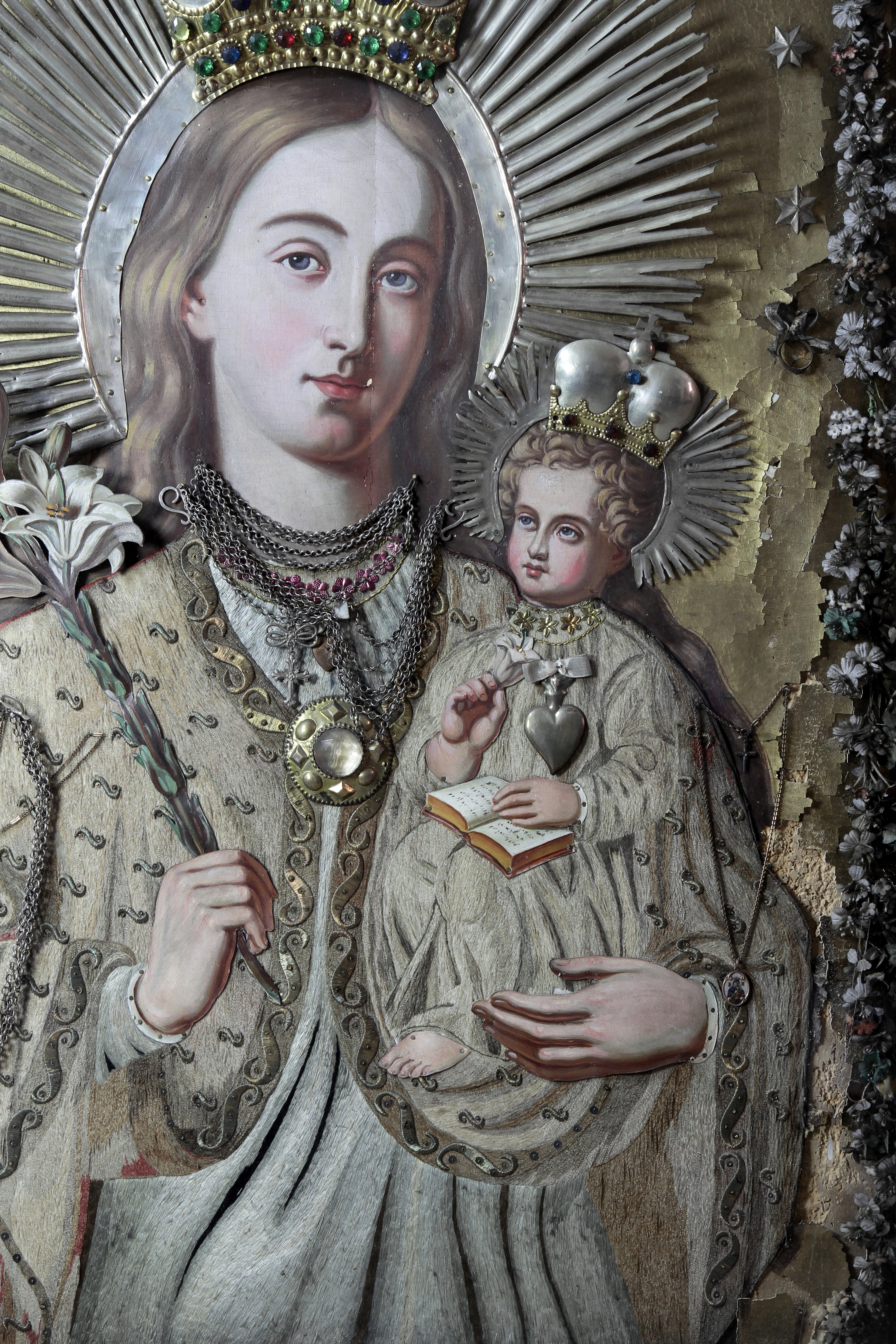
Obraz v podobě z 19. století s tehdejšími aplikacemi, detail.